# Nowy codzienny uporczywy ból głowy
Nowy codzienny uporczywy ból głowy (ang. new daily persistent headache) – rzadki typ samoistnego bólu głowy, opisany przez Waltera Vanasta.
Ból pojawia się nagle w pewnym momencie życia i utrzymuje się. Ma charakter przewlekłego napięciowego bólu głowy, niewielkie nasilenie, nie ustępuje i nie poddaje się leczeniu. W typie I choroby ból po pewnym czasie wycofuje się samoistnie, w typie II może trwać przez wiele lat.